# Кеннет Брана
Сер Кеннет Чарльз Брана (англ. Sir Kenneth Charles Branagh; нар. 10 грудня 1960) — британський кіно- та театральний актор, режисер, сценарист та продюсер.
Відомий завдяки багаторазовим екранізаціям п'єс Вільяма Шекспіра — «Генріх V» (1989, премія BAFTA за режисуру, номінація на премію «Оскар» за «найкращу чоловічу роль»); «Багато галасу з нічого» (1993, номінація на «Золоту пальмову гілку» Каннського кінофестивалю); «Гамлет» (1996) тощо.

## Біографія

### Раннє життя
Кеннет Брана народився 10 грудня 1960 року в Белфасті, столиці Північної Ірландії, в сім'ї протестанта Вільяма Брана, теслі за професією, та його дружини Френсіс
1970 року вони переїхали разом з дітьми до міста Рідінг на півдні Англії, де дев'ятилітньому Кеннету, аби уникнути насмішок в школі, довелося позбутися ірландського акценту.
Він здобув освіту в «Grove Primary School», «Whiteknights Primary School», «Meadway School», де він взяв участь в кількох шкільних виставах.
У віці вісімнадцяти років він вступає до Королівської академії драматичного мистецтва, й, закінчив її в 1981 році, отримав Золоту медаль Бенкрофта — нагороду за «блискучі досягнення в навчанні».

### Театр та телебачення
Того ж 1981 року Брана отримав невелику роль в драмі Г'ю Хадсона «Вогняні колісниці». З'явився у трьох епізодах серіалу BBC «Play for Today», після якого він здобув визнання на батьківщині в Ірландії.
1983 року у двадцять три роки він доєднався до трупи Королівського товариства Шекспіра й зіграв Генріха V в однойменній виставі за п'єсою Вільяма Шекспіра. Надалі послідували ролі Лаерта в постановці «Гамлета» та Генріха Наваррського в «Марних зусиллях кохання». Попри те, що глядачі та критики позитивно сприйняли його перші роботи, Брана, будучи амбіційним за натурою, пропрацював в трупі трохи менше двох років, й після того, як компанія не стала відновлювати його контракт, знявся 1985 року в драмі «Вихід зі становища», виконавши роль письменника-класика Девіда Герберта Лоуренса (автора нашумілого свого часу роману «Коханець леді Чаттерлей»). Того ж року Брана написав й поставив музичну п'єсу «Скажи мені чесно», а також зіграв там головну роль.
1986 року Брана взяв участь в теледрамі «Привиди» за п'єсою Генріка Ібсена, де головну роль місис Альвінг виконувала Джуді Денч, й в телефільмі «Леді не для спалення». Дал в 1987 році пішли ролі в драмі «Місяць в селі» та комедії з Жаклін Біссет, «В розпал літа», а також робота, яка принесла акторові номінацію на премію BAFTA, — головна роль в семигодинному мінісеріалі «Фортуна війни» за мотивами романів Олівії Меннінг. В цьому серіалі, який розповідає про події початку Другої світової війни, актор зіграв професора Бухарестського університету Гая Прінгла, а роль дружини його персонажа виконала Емма Томпсон. Незабаром стосунки акторів вийшли за межі знімального майданчика — між ними почався роман, й в серпні 1989 року Брана та Томпсон одружились.
Разом із Девідом Парфіттом у 1987 році заснував Renaissance Theatre Company, після успіху кількох лондонських постановок, зокрема «Ромео і Джульєтта» в Lyric Studio, «Дванадцята ніч» (музику до цієї вистави написав Пол Маккартні), «Багато галасу з нічого», «Гамлет» тощо.

### Кіно
Після телефільму 1988 року «Дивна інтерлюдія» за п'єсою Юджина О'Ніла, Брана разом з Томпсон знявся в телевізійній драмі «Озирнись у гніві», а потім в 1989 році взявся до роботи над своїм першим масштабним проєктом — фільмом «Генріх V». Окрім того, що ця картина стала режисерським дебютом Брана в кіно, актор власноруч адаптував п'єсу Вільяма Шекспіра й виконав роль короля, якого вже грав в театрі шість років тому. Фільм отримав, серед інших, премію BAFTA та премію Національної ради кінокритиків США за «найкращу режисуру» та дві номінації на премію «Оскар» (обидві — за «найкращу режисуру» та «найкращу чоловічу роль» — належали самому Брана). Картина отримала схвальні відгуки критиків, які писали, як «важко уявити собі потужніший дебют».
Далі в кінокар'єрі актора настала дворічна перерва, під час якої Брана поставив ще дві шекспірівські п'єси — «Король Лір» та «Сон літньої ночі», — а також виставу «Дядя Ваня» за п'єсою Антона Чехова. В цих трьох роботах він знову виступив не лише режисером, але й актором. В наступні роки він почав приділяти кіно дедалі більше уваги. 1991 року Брана вирушає до США, де як режисер узявся до роботи над містичним трилером «Померти знову». Окрім самого Кеннета та його дружини Емми Томпсон, у фільмі знялися Енді Гарсія, Робін Вільямс та інші актори. Критики знову високо оцінили майстерність Брана — його друга режисерська робота була номінована на отримання премії BAFTA й головного призу Берлінського кінофестивалю.
Повернувшись до Великої Британії, в 1992 році Брана спродюсував й зняв комедію «Друзі Пітера». Одну з головних ролей він виконав сам, а його партнерами стали британські актори Г'ю Лорі та Стівен Фрай (раніше зігравші дуетом в серіалі «Дживс та Вустер»), а також — вчергове — Емма Томпсон. Того ж року, екранізувавши найкоротшу п'єсу Чехова, Брана зняв «Лебедину пісню» з Джоном Гілгудом в ролі Светловидова, й знову був номінований на «Оскар».
1993 року він повернувся до улюбленого ним Шекспіра й випустив комедію за мотивами п'єси «Багато галасу з нічого», де з'явилася, зокрема, Кіану Рівз, Дензел Вашингтон, Кейт Бекінсейл та Майкл Кітон. За цей фільм Брана було номіновано на «Золоту пальмову гілку» Каннського кінофестивалю.
По тому Брана взявся за роботу над своїм найамбіційнішим на той момент проєктом — драмою «Франкенштейн Мері Шеллі» з бюджетом в 45 мільйонів доларів. На роль жахливого творіння Віктора Франкенштейна, якого він зіграв сам, Брана запросив Роберта де Ніро, а продюсером фільму став Френсіс Форд Коппола. Роль Елізабет було відведено Гелені Бонем Картер.
В трьох наступних роботах Кеннет знову звернувся до Шекспіра. Спочатку 1995 року він зняв чорно-білу комедію «Зимова казка» й отримав за режисуру премію «Золота озелла» Венеційського кінофестивалю. Потім актор з'явився в образі злодія Яго в драмі Олівера Паркера «Отелло», й, нарешті, 1996 року екранізував «Гамлета», виконавши в фільмі роль самого Гамлета. Цей проєкт знову відмітився сильним акторським складом — у фільмі знялися Кейт Вінслет (зіграла Офелію), Річард Брайєрс, Джулі Крісті, Джуді Денч, Жерар Депард'є, Джон Гілгуд, Дерек Джекобі, Робін Вільямс, — й в результаті отримав низку нагород, отримавши серед іншого чотири номінації на премію «Оскар».

### Невдачі
Протягом 1998—1999 років Брана не знімав фільмів, але багато знімався в інших й не завжди вдало. На екрани вийшло кілька його голлівудських робіт — трилер Роберта Альтмана за романом Джона Грішема «Дідько», де Брана зіграв головну роль адвоката Ріка Магрудера, мелодрама «Пропозиція», прохолодна романтична комедія «Теорія польоту» (в парі з Геленою Бонем Картер) й провальна з точки зору критиків комедія-вестерн «Дикий, дикий Вест» з Віллом Смітом та Сальмою Хаєк, в якому Брана дісталася другопланова роль підступного лікаря Лавлесса. Крім того, Брана з'явився у двох короткометражних картинах, знявшися на батьківщині у військовому фільмі «Танець Шиви» та в Німеччині в п'ятнадцятихвилинному фільмі «Майстер перук» за романом Данієля Дефо. Крім того, він виступив у ролі диктора в науково-популярному серіалі «Прогулянки з динозаврами» (1999).
2000 року вийшла музична романтична комедія Брана «Марні зусилля кохання». Картина не окупилася в прокаті, і йому довелося відмовитися від планів зняти ще дві екранізації для кінокомпанії Shakespeare Film Company — «Макбет» та «Як вам це сподобається» (до останнього проєкту актор зміг повернутися лише за шість років). До кінця 2000 року Брана займався менш амбіційними проєктами — озвучив одного з героїв мультфільму «Дорога на Ельдорадо», в парі з Робін Райт Пенн з'явився в трагікомедії «Як вбити сусідського собаку?» й виступив в ролі закадрового розповідача в документальному фільмі «Балада про Великого Ала».

### Продовження кінокар'єри
Удача повернулася до Брана у 2001 році, після того, як він знявся в телевізійній військовій драмі «Змова». За роль Райнгарда Гейдріха, одного з високопосадовців нацистської Німеччини, актор здобув премію «Еммі», а також був номінований на BAFTA та «Золотий глобус». Не менш успішною була його поява в біографічному телефільмі 2002 року «Шеклтон», де Брана втілив на екрані образ ірландського дослідника Антарктики сера Ернеста Генрі Шеклтона. Під час роботи над останнім фільмом у Кеннета почався роман з Ліндсі Браннок (його колишня супутниця Хелена Бонем Картер познайомила їх ще п'ять років тому), й 23 травня 2003 року вони одружились.
У 2002 році разом з Кортні Кокс Бран знявся в Денні Бойла в короткометражній фантастичній стрічці «Любовний трикутник прибульців», потім знявся в австралійській пригодницькій драмі «Клітка для кроликів», яка зібрала велику кількість найрізноманітніших нагород на кінофестивалях, й, нарешті, з'явився в ролі самозакоханого професора Локарта в черговому фільмі про пригоди юного чарівника «Гаррі Поттер та Таємна кімната».
Попри велику зайнятість, Брана не забував й про театр. 2002 року він зіграв короля Річарда III в однойменній виставі за п'єсою Шекспіра, а 2003 року — головну роль в п'єсі Девіда Мамета «Едмонд». Випустивши короткометражну стрічку «Слухання», Брана з'явився в ролі другого плану в сімейному пригодницькому фільмі «П'ятеро дітей і це». Потім актор знову виявився на гребені успіху. У 2005 році він знявся в біографічному телефільмі «Теплі джерела», зігравши президента Франкліна Делано Рузвельта, й за цю роль, яка була названа «одним з найкращих його екранних втілень», був висунутий на отримання чотирьох великих нагород — «Золотий глобус», «Золотий супутник», «Еммі» та премію Гільдії кіноакторів.
2006 року Брана повернувся до роботи режисера й випустив два фільми — романтичну комедію «Як вам це сподобається» за п'єсою Шекспіра й музичну картину «Чарівна флейта». Її прем'єра відбулась 7 вересня 2006 року на кінофестивалі в Торонто.
Брана розпочав роботу над трилером «Слідчий». Знімання цього фільму, в якому знялися Майкл Кейн та Джуд Лоу, закінчили у 2007 році.
21 квітня 2011 року на екрани вийшов «Тор», що зрежисував Брана за мотивами коміксів про Тора (заснованих на германсько-скандинавській міфології).

### Інші роботи
Брана також випустив декілька аудіокниг, в тому числі повість «Племінник чародія» Клайва Люїса.
Також Брана озвучує головні ролі в радіовиставах компанії BBC («Гамлет», «Король Лір», твори Сірано де Бержерака тощо)

### Особисте життя
В 1989–1995 роках Брана був одружений з актрисою Еммою Томпсон, з якою він знявся в телесеріалі «Фортуна війни». Після їх розлучення він був декілька років у стосунках з актрисою Геленою Бонем Картер.
У 2003 році він одружився з артдиректором Ліндсі Браннок.
Він є постійним прихильником Белфастської футбольної команди Лінфілд, а також Тоттенхем Хотспур та Рейнджерс.

## Цікаві факти
- Брана був з-поміж запрошених на шлюбну церемонію принца Чарльза та Камілли Паркер-Боулз, яка відбулась 9 квітня 2005 року.
- Найчастіше дует з актором складала його колишня дружинна Емма Томпсон — вони знялися разом в шести фільмах.
- Брана був одним з претендентів на роль Джека Кроуфорда в трилері «Мовчання ягнят». В результаті роль дісталася Скотту Гленну. Крім того, він входив до числа режисерів, чиї кандидатури розглядали для знімання фільму «Гаррі Поттер та в'язень Азкабану», в якому його колишня дружина Емма Томпсон виконала роль професора Сивілли Трелоні.
- Брана був першою людиною, яку номінували в п'ятьох різних категоріях на премію «Оскар».
- Кеннет Брана є почесним президентом NICVA (Рада Північної Ірландії в справах волонтерства).
- Університетом Королеви в Белфасті Кеннет Брана був удостоєний ступеня почесного доктора з літератури (1990 рік).
- 2000 року став наймолодшим актором, який отримав премію Ґілґуда.
- Разом з Роберто Беніньї є одним з двох акторів неамериканців, номінованих на премію «Оскар» за акторську гру, сценарій та режисуру, та одним з дев'яти, хто таку премію отримав у всіх вищеназваних категоріях (серед інших — Орсон Веллс, Вуді Аллен, Воррен Бітті, Клінт Іствуд, Джордж Клуні, Джон Г'юстон, Джон Кассаветіс).

## Фільмографія

### Актор
| Рік  | Назва                                                                 | Оригінальна назва                       | Роль                       |
| 1981 | Вогняні колісниці                                                     | Chariots of Fire                        | Художник                   |
| 1982 | Трилогія «П'єси Біллі» (проєкт компанії BBC «П'єса на сьогодні») / ТБ | The Billy Plays                         | Біллі Мартін               |
| 1982 | Пасха 2016 / ТБ                                                       | Easter 2016                             | Студент                    |
| 1983 | На маяк / ТБ                                                          | To the Lighthouse                       | Чарльз Тенслі              |
| 1985 | Вихід зі становища / ТБ                                               | Coming Through                          | Девід Герберт Лоуренс      |
| 1986 | Привиди / ТБ                                                          | Ghosts                                  | Освальд                    |
| 1987 | Леді не для спалення / ТБ                                             | The Lady's Not for Burning              | Томас Мендіп               |
| 1987 | Місяць в селі                                                         | A Month in the Country                  | Джеймс Мун                 |
| 1987 | В розпал літа                                                         | High Season                             | Рік                        |
| 1987 | Фортуни війни / ТБ                                                    | Fortunes of War                         | Ґай Прінґл                 |
| 1988 | Томпсон / ТБ                                                          | Thompson                                | різні ролі в 6 серіях      |
| 1988 | Дивна інтерлюдія / ТБ                                                 | Strange Interlude                       | Гордон Еванс               |
| 1989 | Озирнись у гніві / ТБ                                                 | Look Back in Anger                      | Джиммі Портер              |
| 1989 | Генріх V                                                              | Henry V                                 | Генріх V                   |
| 1991 | Померти знову                                                         | Dead Again                              | Роман Штраус, Майк Чьоч    |
| 1992 | Друзі Пітера                                                          | Peter's Friends                         | Ендрю Бенсон               |
| 1993 | Свінгери                                                              | Swing Kids                              | Герр Нопп                  |
| 1993 | Багато галасу з нічого                                                | Much Ado About Nothing                  | Бенедикт                   |
| 1994 | Франкенштейн Мері Шеллі                                               | Frankenstein                            | Віктор Франкенштейн        |
| 1995 | Тінь людини з рушницею / ТБ                                           | Shadow of a Gunman                      | Донал Даворен              |
| 1995 | Отелло                                                                | Othello                                 | Яго                        |
| 1996 | Гамлет                                                                | Hamlet                                  | Гамлет                     |
| 1998 | Дідько                                                                | The Gingerbread Man                     | Рік Магрудер               |
| 1998 | Пропозиція                                                            | The Proposition                         | Отець Майкл Маккіннон      |
| 1998 | Зірка                                                                 | Celebrity                               | Лі Саймон                  |
| 1998 | Теорія польоту                                                        | The Theory of Flight                    | Річард                     |
| 1998 | Кроткометражний фільм «Танець Шиви»                                   | The Dance of Shiva                      | Полковник Еванс            |
| 1999 | Короткометражний фільм «Майстер перук»                                | The Periwig-Maker                       | Майстер перук (голос)      |
| 1999 | Дикий, дикий Вест                                                     | Wild Wild West                          | Лікар Арлісс Лавлесс       |
| 1999 | Короткометражний фільм «Любовний трикутник прибульців»                | Alien Lpve Triangle                     | Стів Честерман             |
| 2000 | Марні зусилля кохання                                                 | Love's Labour's Lost                    | Бероун                     |
| 2000 | Дорога на Ельдорадо                                                   | The Road to El Dorado                   | Мігель (голос)             |
| 2000 | Як вбити сусідського собаку?                                          | How to Kill Your Neighbor's Dog         | Пітер МакҐовен             |
| 2000 | Наука Великого Ела / ТБ                                               | The Science of Big Al                   | Разповідач (голос)         |
| 2001 | Змова / ТБ                                                            | Conspiracy                              | Райнгард Гейдріх           |
| 2001 | Короткометражний фільм «Друга стадія Шнайдера»                        | Schneider's 2nd Stage                   | Джозеф Барнетт             |
| 2002 | Шеклтон / ТБ                                                          | Shackleton                              | Сер Ернест Генрі Шеклтон   |
| 2002 | Клітка для кроликів                                                   | Rabbit-Proof Fence                      | А. О. Невілл               |
| 2002 | Гаррі Поттер та Таємна кімната                                        | Harry Potter and the Chamber of Secrets | Профессор Ґілдерой Локгард |
| 2004 | П'ятеро дітей і це                                                    | Five Children and It                    | Дядько Альберт             |
| 2005 | Теплі джерела / ТБ                                                    | Warm Springs                            | Франклін Делано Рузвельт   |
| 2007 | Слідчий                                                               | Sleuth                                  | Інша людина в ТБ           |
| 2008 | Валландер / ТБ                                                        | Wallander                               | Інспектор Курт Валландер   |
| 2008 | Операція «Валькірія»                                                  | Valkyrie                                | Хеннінг фон Тресков        |
| 2008 | 10 днів до війни / ТБ                                                 | 10 Days to War                          | Полковник Тім Коллінз      |
| 2009 | Рок-хвиля                                                             | The Boat That Rocked                    | Міністр Дорманді           |
| 2010 | Валландер 2 / ТБ                                                      | Wallander 2                             | Інспектор Курт Валландер   |
| 2011 | 7 днів і ночей з Мерилін                                              | My Week with Marilyn                    | Лоурен Олів'єр             |
| 2014 | Джек Раян: Теорія хаосу                                               | Jack Ryan: Shadow Recruit               | Віктор Черевін             |
| 2017 | Дюнкерк                                                               | Dunkirk                                 | командер Болтон            |
| 2017 | Вбивство у «Східному експресі»                                        | Murder on the Orient Express            | Еркюль Пуаро               |
| 2018 | Месники: Війна нескінченності                                         | Avengers: Infinity War                  | Асгардець (голос)          |
| 2020 | Тенет                                                                 | Tenet                                   | Андрій Сатор               |
| 2022 | Смерть на Нілі                                                        | Death on the Nile                       | Еркюль Пуаро               |
| 2023 | Привиди у Венеції                                                     | Haunting in Venice                      | Еркюль Пуаро               |
| 2023 | Оппенгеймер                                                           | Oppenheimer                             | Нільс Бор                  |

### Оповідач
| Рік  | Назва | Оригінальна назва                            |
| 1995 | Документальний фільм "Пам'яті Анни Франк"                                                                         | Anne Frank Remembered                        |
| 1996 | Кіно Європи: Інший Голлівуд / ТБ                                                                                  | Cinema Europe: The Other Hollywood           |
| 1997 | Видатні композитори / ТБ                                                                                          | Great Composers                              |
| 1998 | Холодна війна / ТБ (Виробництво компанії CNN                                                                      | Cold War                                     |
| 1999 | Прогулянки з динозаврами" /ТБ                                                                                     | Walking with Dinosaurs                       |
| 1999 | Як знімали "Прогулянки з динозаврами" /ТБ (версія для Великої Британії)                                           | The Making of Walking with Dinosaurs         |
| 2001 | Прогулянки з доісторичними тваринами / ТБ (версія для Великої Британії)                                           | Walking with Beasts                          |
| 2001 | Наукове в "Прогулянках з доісторичним тваринами / ТБ (версія для Австралії) \| The Science of Walking with Beasts |                                              |
| 2001 | Баллада про Великого Ела / ТБ (версія для Великої Британії)                                                       | The Ballad of Big Al                         |
| 2002 | Документальний фільм Волоцюга та диктатор                                                                         | The Tramp and the Dictator                   |
| 2005 | Прогулянки з Монстрами: Життя до динозаврів / ТБ                                                                  | Walking with Monsters: Life Before Dinosaurs |
| 2005 | Документальний фільм Експерименти Ґеббельса                                                                       | Das Goebbels-Experiment                      |
| 2005 | Документальний фільм для IMAX Ґалапаґос                                                                           | IMAX: Galapagos                              |
| 2005 | Документальний фільм Перша світова війна в кольорі                                                                | World War 1 in Colour                        |

### Аудіокниги
| Книга                                             | Оригінальна назва                                                  | Автор                             | Компанія                                                             |
| Річард III                                        | Richard III                                                        | Вільям Шекспір                    | Naxos Audiobook                                                      |
| В яру та інші оповідання                          | In the Ravine & Other Short Stories                                | Антон Павлович Чехов              | Naxos Audiobook                                                      |
| Музика Фелікса Мендельсона для "Сну літньої ночі" | Felix Mendelssohn's incidental music for A Midsummer Night's Dream | Фелікс Мендельсон, Вільям Шекспір | Sony Classical                                                       |
| Щоденник Семюеля Пепіса (1660-1669 роки)          | The Diary of Samuel Pepys 1660–1669                                |                                   | Hodder Headline Audio Classics                                       |
| Племінник чарівника                               | The Magician's Nephew                                              | К.С. Люїс                         | Harper Books                                                         |
| Сонет 30                                          | Sonnet 30                                                          | Вільям Шекспір                    | Альбом "Коли любов говорить" (When Love Speaks), EMI Classics (2002) |
| Франкенштейн Мері Шеллі                           | Mary Shelley's Frankenstein                                        |                                   |                                                                      |
| Серце темряви                                     | The Heart of Darkness                                              | Джозеф Конрад                     | Audible.com                                                          |

### Книги
| Рік         | Автор         | Назва        | Оригінальна назва | Місто видання    | Видавницвто                         | ISBN                          |
| 1990 / 1989 | Кеннет Брана  | Початок      | Beginning         | Лондон, Нью-Йорк | Chatto and Windus / W W Norton & Co | 0-7011-3388-0 / 0-393-02862-3 |
| 1994        | Ян Шаттелворз | Кен та Ем    | Ken & Em          | Лондон           | Headline                            | 0-7472-4718-8                 |
| 2005        | Марк Вайт     | Кеннет Брана | Kenneth Branagh   | Лондон           | Faber and Faber                     | 0-571-22068-1                 |

### Режисер
| Рік  | Фільм                                                         |
| 1989 | Генріх V / Henry V                                            |
| 1991 | Померти знову / Dead Again                                    |
| 1992 | Лебедина пісня / Swan Song                                    |
| 1992 | Друзі Пітера / Peter’s Friends                                |
| 1993 | Багато галасу з нічого / Much Ado About Nothing               |
| 1994 | Франкенштейн Мері Шеллі / Mary Shelley's Frankenstein         |
| 1995 | Зимова казка / A Midwinter's Tale                             |
| 1996 | Гамлет / Hamlet                                               |
| 2000 | Марні зусилля кохання / Love’s Labour’s Lost                  |
| 2003 | Слухання / Listening                                          |
| 2006 | Як вам це сподобається / As You Like It                       |
| 2006 | Чарівна флейта / The Magic Flute                              |
| 2007 | Слідчий / Sleuth                                              |
| 2011 | Тор / Thor                                                    |
| 2014 | Джек Раян: Теорія хаосу / Jack Ryan: Shadow Recruit           |
| 2017 | Вбивство у «Східному експресі» / Murder on the Orient Express |
| 2021 | Белфаст / Belfast                                             |
| 2022 | Смерть на Нілі / Death on the Nile                            |
| 2023 | Привиди у Венеції / Haunting in Venice                        |

## Нагороди та номінації

### Нагороди
| Рік  | Нагорода                                          | Досягнення                                | Фільм                            |
| 1989 | Премія Національної ради кінокритиків США         | Найкраща режисура                         | "Генріх V"                       |
| 1989 | Премія BAFTA                                      | Найкраща режисура                         | "Генріх V"                       |
| 1989 | Премія Сан Йорді                                  | Найкращий іноземний актор                 | "Генріх V"                       |
| 1989 | Премія Evening Standard British Film              | Найкращий фільм                           | "Генріх V"                       |
| 1990 | Європейський кіноприз                             | Найкращий європейський актор року         | "Генріх V"                       |
| 1990 | Європейський кіноприз                             | Найкраща режисура                         | "Генріх V"                       |
| 1990 | Європейський кіноприз                             | Молодіжний європейський фільм року        | "Генріх V"                       |
| 1994 | Премія Товариства кінокритиків Лондона            | Найкраща робота продюсера                 | "Багато галасу з нічого"         |
| 1995 | Премія Венеційського кінофестивалю                | Найкраща режисура                         | "Зимова казка"                   |
| 1996 | Премія Товариства кінокритиків Сан-Дієго          | Найкраща чоловіча роль                    | "Гамлет"                         |
| 1996 | Премія Evening Standard British Film              | Спеціальна премія журі                    | "Гамлет"                         |
| 2001 | Премія "Еммі"                                     | Найкраща чоловіча роль                    | "Змова"                          |
| 2003 | Премія Товариства кінокритиків Лондона            | Найкраща чоловіча роль другого плану      | "Гаррі Поттер та Таємна кімната" |
| 2007 | Премія Голубий лев на Венеційському кінофестивалі |                                           | "Слідчий"                        |
| 2008 | Премія BAFTA                                      | Найкращий телевізійний драматичний серіал | "Валландер"                      |
| 2008 | Премія Broadcasting Press Guild                   | Найкращий актор                           | "Валландер"                      |
| 2009 | Премія BAFTA                                      | Найкращий телевізійний актор              | "Валландер"                      |
| 2011 | Премія Товариства кінокритиків Лондона            | Найкраща чоловіча роль другого плану      | "7 днів і ночей з Мерилін"       |
| 2011 | Премія Капрі                                      | Найкраща акторська трупа                  | "7 днів і ночей з Мерилін"       |

### Номінації
| Рік   | Премія                                                  | Досягнення                                  | Фільм                           |
| 1988  | Премія BAFTA                                            | Найкраща чоловіча роль                      | "Фортуна війни"                 |
| 1989  | Премія Асоціації кінокритиків Чікаого                   | Найкраща чоловіча роль                      | "Генріх V"                      |
| 1990  | Премія BAFTA                                            | Найкраща чоловіча роль                      | "Генріх V"                      |
| 1990  | Премія "Оскар"                                          | Найкраща чоловіча роль та найкраща режисура | "Генріх V"                      |
| 1992  | Премія Берлінського кінофестивалю                       |                                             | "Померти знову"                 |
| 1992  | Премія "Оскар"                                          | Найкращий короткометражний фільм            | "Лебедина пісня"                |
| 1993  | Премія "Золота пальмова гілка" Каннського кінофестивалю |                                             | "Багато галасу з нічого"        |
| 1993  | Премія "Золотий глобус                                  | Найкращий комедійний фільм                  | "Багато галасу з нічого"        |
| 1993  | Премія "Незалежний дух"                                 | Найкращий фільм                             | "Багато галасу з нічого"        |
| 1994  | Премія "Сатурн"                                         | Найкраща чоловіча роль                      | "Франкенштейн Мері Шеллі"       |
| 1995  | Премія "Золотий лев" Венеційського кінофестивалю        |                                             | "Зимова казка"                  |
| 1996  | Премія Гільдії кіноакторів                              | Найкраща чоловіча роль другого плану        | "Отелло"                        |
| 1996  | Премія "Оскар"                                          | Найкращий сценарист (найкраща адаптація)    | "Гамлет"                        |
| 2000  | Антипремія "Золота малина"                              | Гірша чоловіча роль                         | "Дикий, дикий Вест"             |
| 2001  | Премія "Золотий глобус"                                 | Найкращий телевізійний актор                | "Змова"                         |
| 2002  | Премія "Еммі"                                           | Найкраща чоловіча роль                      | "Шеклтон"                       |
| 2002  | Премія BAFTA                                            | Найкраща чоловіча роль                      | "Змова"                         |
| 2002  | Премія Товариства кінокритиків Фенкса                   | Найкраща акторська трупа                    | "Гаррі Поттер і таємна кімната" |
| 2003  | Премія BAFTA                                            | Найкраща чоловіча роль                      | "Шеклтон" та "Змова"            |
| 2005  | Премія "Еммі"                                           | Найкраща чоловіча роль                      | "Теплі джерела"                 |
| 2005  | Премія "Золотий глобус"                                 | Найкраща чоловіча роль у телефільмі         | "Теплі джерела"                 |
| 2005  | Премія Супутник                                         | Найкраща чоловіча роль у телефільмі         | "Теплі джерела"                 |
| 2006  | Премія Гільдії кіноакторів                              | Найкраща чоловіча роль у телефільмі         | "Теплі джерела"                 |
| 2007  | Премія "Золотий лев" Венеційського кінофестивалю        |                                             | "Слідчий"                       |
| 2009  | Премія "Еммі"                                           | Найкраща чоловіча роль                      | "Валландер"                     |
| 2009  | Премія "Золотий глобус"                                 | Найкращий актор у телефільмі                | "Валландер"                     |
| 20095 | Премія "Супутник"                                       | Найкраща чоловіча роль у телефільмі         | "Валландер"                     |
| 2011  | Премія Гільдії акторів США                              | Найкращий актор другого плану               | "7 днів і ночей з Мерилін"      |
|       |                                                         |                                             |                                 |
| 2011  | Премія Товариства кінокритиків Детройта                 | Найкраща чоловіча роль другого плану        | "7 днів і ночей з Мерилін"      |
| 2011  | Премія Товариства кінокритиків Фенікса                  | Найкраща чоловіча роль другого плану        | "7 днів і ночей з Мерилін"      |
| 2011  | Премія "Супутник                                        | Найкраща чоловіча роль другого плану        | "7 днів і ночей з Мерилін"      |
| 2011  | Премія Асоціації кінокритиків Ванкувера                 | Найкраща чоловіча роль другого плану        | "7 днів і ночей з Мерилін"      |
| 2011  | Премія Асоціації кінокритиків Вашингтону                | Найкраща чоловіча роль другого плану        | "7 днів і ночей з Мерилін"      |
| 2012  | Премія "Золотий глобус"                                 | Найкраща чоловіча роль другого плану        | "7 днів і ночей з Мерилін"      |
| 2012  | Премія BAFTA                                            | Найкраща чоловіча роль другого плану        | "7 днів і ночей з Мерилін"      |
| 2012  | Премія "Оскар"                                          | Найкраща чоловіча роль другого плану        | "7 днів і ночей з Мерилін"      |